# Список призёров летних Олимпийских игр 1956
Ниже представлен список всех призёров летних Олимпийских игр 1956 года, основная программа которых проходила в Мельбурне с 22 ноября по 8 декабря 1956 года, а соревнования по конному спорту в Стокгольме с 10 по 17 июня 1956 года. В соревнованиях приняли участие спортсменов 3184 спортсменов (2813 мужчин и 371 женщин) представляющие 67 НОК. Был разыгран 151 комплект медалей в 17 видах спорта.

## Академическая гребля
| Дисциплина                   | Золото | Серебро | Бронза |
| Одиночки                     | Вячеслав Иванов (URS) | Стюарт Маккензи (AUS) | Джон Келли-младший (USA) |
| Двойки парные                | СССР · Александр Беркутов · Юрий Тюкалов | США · Пэт Костелло · Джим Гардинер | Австралия · Мюррэй Райли · Мервин Вуд |
| Двойки распашные             | США · Джеймс Файфер · Дюваль Хехт | СССР · Игорь Булдаков · Виктор Иванов | Австрия · Йозеф Клоимштайн · Альфред Загедер |
| Двойки распашные с рулевым   | США · Артур Эро · Конн Финдли · Курт Сейфферт                                                                                                | Объединённая германская команда · Карл-Генрих фон Гроддек · Хорст Арндт · Райнер Борковски                                                                        | СССР · Игорь Емчук · Георгий Жилин · Владимир Петров                                                                                                 |
| Четвёрки распашные           | Канада · Арчибальд Маккиннон · Лорн Лумер · Уолтер д’Ондт · Дональд Арнольд                                                                  | США · Джон Уэлчли · Джон Маккинли · Артур Маккинли · Джеймс Макинтош                                                                                              | Франция · Рене Гиссар · Ив Делакур · Гастон Мерсье · Ги Гийябер                                                                                      |
| Четвёрки распашные с рулевым | Италия · Альберт Винклер · Романо Сгайц · Анджело Ванцин · Франко Тринкавелли · Иво Стефанони                                                | Швеция · Эверт Гуннарссон · Олле Ларссон · Ивар Аронссон · Йоста Ерикссон · Бертиль Йоранссон                                                                     | Финляндия · Кауко Хяниннен · Вели Лехтеля · Матти Ниеми · Тойми Питкянен · Рейно Поутанен                                                            |
| Восьмёрки                    | США · Томас Чарлтон · Дэвид Уайт · Джон Кук · Дональд Бир · Колдуэлл Эссельстин · Чарльз Граймс · Ричард Уэйлз · Роберт Мори · Уильям Беклин | Канада · Филипп Куэбер · Ричард Макклур · Роберт Вильсон · Дэвид Хэлливелл · Дональд Претти · Уильям Маккерлич · Дуглас Макдональд · Лоуренс Вест · Карлтон Огава | Австралия · Майкл Эйкман · Дэвид Бойкетт · Фред Бенфилд · Джим Хауден · Гарт Мантон · Уолтер Хоувелл · Адриан Монджер · Брайан Дойл · Харольд Хевитт |

## Баскетбол
| Дисциплина | Золото | Серебро | Бронза |
| Мужчины    | СШАКей Си Джонс · Бёрдетт Халдорсон · Карл Кейн · Гилберт Форд · Ричард Бушка · Джим Уолш · Чак Дарлинг · Билл Эванс · Билл Хугланд · Роберт Джинджерард · Билл Рассел · Роналд Томсич | СССРАркадий Бочкарёв · Майгонис Валдманис · Виктор Зубков · Янис Круминьш · Альгирдас Лауритенас · Валдис Муйжниекс · Юрий Озеров · Казис Петкявичюс · Михаил Семёнов · Стасис Стонкус · Михаил Студенецкий · Владимир Торбан | УругвайКарлос Бликсен · Рамиро Кортес · Эктор Коста · Нельсон Челье · Нельсон Демарко · Эктор Гарсиа · Карлос Гонсалес · Серхио Матто · Оскар Молья · Рауль Мера · Ариэль Оласкоага · Мильтон Скарон |

## Бокс
| Дисциплина  | Золото                   | Серебро              | Бронза                      |
| До 51 кг    | Теренс Спинкс (GBR)      | Мирча Добреску (ROU) | Джон Колдуэлл (IRL)         |
| До 51 кг    | Теренс Спинкс (GBR)      | Мирча Добреску (ROU) | Рене Либер (FRA)            |
| До 54 кг    | Вольфганг Берендт (EUA)  | Сон Сун Чхон (KOR)   | Клаудио Баррьентос (CHI)    |
| До 54 кг    | Вольфганг Берендт (EUA)  | Сон Сун Чхон (KOR)   | Фредерик Гилрой (IRL)       |
| До 57 кг    | Владимир Сафронов (URS)  | Томас Николс (GBR)   | Хенрик Недзведский (POL)    |
| До 57 кг    | Владимир Сафронов (URS)  | Томас Николс (GBR)   | Пентти Хямяляйнен (FIN)     |
| До 60 кг    | Ричард Мактаггарт (GBR)  | Харри Куршат (EUA)   | Анатолий Лагетко (URS)      |
| До 60 кг    | Ричард Мактаггарт (GBR)  | Харри Куршат (EUA)   | Энтони Бирн (IRL)           |
| До 63,5 кг  | Владимир Енгибарян (URS) | Франко Ненчи (ITA)   | Константин Думитреску (ROU) |
| До 63,5 кг  | Владимир Енгибарян (URS) | Франко Ненчи (ITA)   | Генри Лоубшер (RSA)         |
| До 67 кг    | Николае Линка (ROU)      | Фредерик Тидт (IRL)  | Кевин Хогарт (AUS)          |
| До 67 кг    | Николае Линка (ROU)      | Фредерик Тидт (IRL)  | Николас Гаргано (GBR)       |
| До 71 кг    | Ласло Папп (HUN)         | Хосе Торрес (USA)    | Джон Маккормак (GBR)        |
| До 71 кг    | Ласло Папп (HUN)         | Хосе Торрес (USA)    | Збигнев Петшиковский (POL)  |
| До 75 кг    | Геннадий Шатков (URS)    | Рамон Тапия (CHI)    | Жильбер Шапрон (FRA)        |
| До 75 кг    | Геннадий Шатков (URS)    | Рамон Тапия (CHI)    | Виктор Саласар (ARG)        |
| До 81 кг    | Джеймс Бойд (USA)        | Георге Негря (ROU)   | Карлос Лукас (CHI)          |
| До 81 кг    | Джеймс Бойд (USA)        | Георге Негря (ROU)   | Ромуальдас Мураускас (URS)  |
| Свыше 81 кг | Пит Радемахер (USA)      | Лев Мухин (URS)      | Дэниэл Беккер (RSA)         |
| Свыше 81 кг | Пит Радемахер (USA)      | Лев Мухин (URS)      | Джакомо Боццано (ITA)       |

## Борьба

### Греко-римская борьба
| Дисциплина  | Золото                    | Серебро               | Бронза                   |
| До 52 кг    | Николай Соловьёв (URS)    | Игнацио Фабра (ITA)   | Дурсун Али Эгрибаш (TUR) |
| До 57 кг    | Константин Вырупаев (URS) | Эдвин Вестербю (SWE)  | Франчиск Хорват (ROU)    |
| До 62 кг    | Рауно Мякинен (FIN)       | Имре Пойяк (HUN)      | Роман Дзенеладзе (URS)   |
| До 67 кг    | Киёсти Лехтонен (FIN)     | Рыза Доган (TUR)      | Дьюла Тот (HUN)          |
| До 73 кг    | Митхат Байрак (TUR)       | Владимир Манеев (URS) | Пер Берлин (SWE)         |
| До 79 кг    | Гиви Картозия (URS)       | Димитр Добрев (BUL)   | Руне Янссон (SWE)        |
| До 87 кг    | Валентин Николаев (URS)   | Петко Сираков (BUL)   | Карл-Эрик Нильссон (SWE) |
| Свыше 87 кг | Анатолий Парфёнов (URS)   | Вильфрид Дитрих (EUA) | Адельмо Булгарелли (ITA) |

### Вольная борьба
| Дисциплина  | Золото                      | Серебро                        | Бронза                   |
| До 52 кг    | Мириан Цалкаламанидзе (URS) | Мухаммед Али Ходжастепур (IRI) | Хюсейин Акбаш (TUR)      |
| До 57 кг    | Мустафа Дагыстанлы (TUR)    | Мухаммед Мехди Ягуби (IRI)     | Михаил Шахов (URS)       |
| До 62 кг    | Сёдзо Сасахара (JPN)        | Йозеф Мевис (BEL)              | Эркки Пенттиля (FIN)     |
| До 67 кг    | Имам Али Хабиби (IRI)       | Сигэру Касахара (JPN)          | Алимбег Бестаев (URS)    |
| До 73 кг    | Мицуо Икэда (JPN)           | Ибрагим Зенгин (TUR)           | Вахтанг Балавадзе (URS)  |
| До 79 кг    | Никола Станчев (BUL)        | Дэниэл Ходж (USA)              | Георгий Схиртладзе (URS) |
| До 87 кг    | Голамреза Тахти (IRI)       | Борис Кулаев (URS)             | Питер Блэйр (USA)        |
| Свыше 87 кг | Хамит Каплан (TUR)          | Юсеин Мехмедов (BUL)           | Тайсто Кангасниеми (FIN) |

## Велоспорт

### Шоссейные гонки
| Дисциплина           | Золото                                              | Серебро                                                     | Бронза                                                                                |
| Индивидуальная гонка | Эрколе Бальдини (ITA)                               | Арно Жер (FRA)                                              | Алан Джексон (GBR)                                                                    |
| Командная гонка      | Франция · Арно Жер · Морис Мушеро · Мишель Вермёлен | Великобритания · Стэн Бриттен · Уильям Холмс · Алан Джексон | Объединённая германская команда · Райнхольд Поммер · Густаф-Адольф Шур · Хорст Тюллер |

### Трековые гонки
| Дисциплина                    | Золото                                                                                                   | Серебро                                                                | Бронза                                                                        |
| Гит                           | Леандро Фаджин (ITA)                                                                                     | Ладислав Фоучек (TCH)                                                  | Альфред Свифт (RSA)                                                           |
| Спринт                        | Мишель Руссо (FRA)                                                                                       | Гуглиемо Пезенти (ITA)                                                 | Дик Плуг (AUS)                                                                |
| Тандем                        | Австралия · Джой Браун · Энтони Мэрчант                                                                  | Чехословакия · Ладислав Фоучек · Вацлав Махек                          | Италия · Джузеппе Онья · Чезаре Пинарелло                                     |
| Командная гонка преследования | Италия · Валентино Гаспарелла · Антонио Доменикали · Леандро Фаджин · Франко Гандини · Вирджинио Пиццали | Франция · Мишель Вермёлен · Рене Бьянки · Жан Грачик · Жан-Клод Лекант | Великобритания · Том Симпсон · Дональд Бёрджесс · Майкл Гэмбрилл · Джон Геддс |

## Водное поло
| Дисциплина | Золото | Серебро | Бронза |
| Мужчины    | Венгрия Антал Больвари · Отто Борош · Дежё Дьярмати · Эрвин Задор · Ласло Йеней · Тивадар Канижа · Дьёрдь Карпати · Михай Майер · Кальман Марковитц · Миклош Мартин · Иштван Сивош · Иштван Хевеши | Югославия Иво Ципци · Томислав Франькович · Владимир Ивкович · Здравко Ежич · Хрвое Качич · Здравко-Чиро Ковачич · Ловро Радоньич · Мариян Жужей | СССР Борис Гойхман · Нодар Гвахария · Виктор Агеев · Михаил Рыжак · Юрий Шляпин · Валентин Прокопов · Вячеслав Куренной · Борис Маркаров · Пётр Бреус · Пётр Мшвениерадзе · Георгий Лезин |

## Гребля на байдарках и каноэ

### Мужчины
| Дисциплина                   | Золото                                                                 | Серебро                                                      | Бронза                                        |
| Каноэ-одиночка — 1000 м      | Леон Ротман (ROU)                                                      | Иштван Хернек (HUN)                                          | Геннадий Бухарин (URS)                        |
| Каноэ-одиночка — 10.000 м    | Леон Ротман (ROU)                                                      | Янош Парти (HUN)                                             | Геннадий Бухарин (URS)                        |
| Каноэ-двойка — 1000 м        | Румыния · Алексе Думитру · Симьон Исмаилчук                            | СССР · Павел Харин · Грациан Ботев                           | Венгрия · Карой Виеланд · Ференц Мохачи       |
| Каноэ-двойка — 10.000 м      | СССР · Павел Харин · Грациан Ботев                                     | Франция · Жорж Дрансар · Марсель Рено                        | Венгрия · Имре Фаркаш · Йожеф Хунич           |
| Байдарка-одиночка — 1000 м   | Герт Фредрикссон (SWE)                                                 | Игорь Писарев (URS)                                          | Лайош Киш (HUN)                               |
| Байдарка-одиночка — 10.000 м | Герт Фредрикссон (SWE)                                                 | Ференц Хатлацки (HUN)                                        | Михель Шойер (EUA)                            |
| Байдарка-двойка — 1000 м     | Объединённая германская команда · Михель Шойер · Майнрад Мильтенбергер | СССР · Михаил Каалесте · Анатолий Демитков                   | Австрия · Максимилиан Рауб · Херберт Видерман |
| Байдарка-двойка — 10.000 м   | Венгрия · Ласло Фабиан · Янош Ураньи                                   | Объединённая германская команда · Фриц Бриль · Теодор Кляйне | Австралия · Уолтер Браун · Деннис Грин        |

### Женщины
| Дисциплина                | Золото                     | Серебро           | Бронза          |
| Байдарка-одиночка — 500 м | Елизавета Дементьева (URS) | Терезе Ценц (EUA) | Тове Сёбю (DEN) |

## Конный спорт
| Дисциплина          | Золото                                                                                        | Серебро                                                                                    | Бронза                                                         |
| Личная выездка      | Хенри Сен-Сир (SWE)                                                                           | Лис Хартель (DEN)                                                                          | Лизелот Линзенхоф (EUA)                                        |
| Командная выездка   | Швеция · Адольф Болтенштерн мл. · Генель Перссон · Хенри Сен-Сир                              | Объединённая германская команда · Лизелот Линзенхоф · Ханнелоре Вейгант · Аннелизе Кюпперс | Швейцария · Готтфрид Трахзель · Анри Шаммартен · Густав Фишер  |
| Личное троеборье    | Петрус Кастенман (SWE)                                                                        | Август Лютке-Вестхюэс (EUA)                                                                | Фрэнсис Уэлдон (GBR)                                           |
| Командное троеборье | Великобритания · Альберт Хилл · Фрэнсис Уэлдон · Артур Рук                                    | Объединённая германская команда · Август Лютке-Вестхюэс · Отто Роте · Клаус Вагнер         | Канада · Джон Рамбл · Роберт Элдер · Брайан Хербинсон          |
| Личный конкур       | Ханс Гюнтер Винклер (EUA)                                                                     | Раймондо д'Инцео (ITA)                                                                     | Пьеро д'Инцео (ITA)                                            |
| Командный конкур    | Объединённая германская команда · Ханс Гюнтер Винклер · Фриц Тидеман · Альфонс Лютке-Вестхюэс | Италия · Раймондо д'Инцео · Пьеро д'Инцео · Сальваторе Оппес                               | Великобритания · Уилфред Уайт · Патрисия Смайт · Питер Роубсон |

## Лёгкая атлетика

### Мужчины
| Дисциплина                  | Золото                                                          | Серебро                                                                    | Бронза                                                                                           |
| 100 метров                  | Бобби Морроу (USA)                                              | Тэйн Бейкер (USA)                                                          | Гектор Хоган (AUS)                                                                               |
| 200 метров                  | Бобби Морроу (USA)                                              | Энди Стэнфилд (USA)                                                        | Тэйн Бейкер (USA)                                                                                |
| 400 метров                  | Чарльз Дженкинс (USA)                                           | Карл-Фридрих Хаас (EUA)                                                    | Войтто Хелльстен (FIN)                                                                           |
| 400 метров                  | Чарльз Дженкинс (USA)                                           | Карл-Фридрих Хаас (EUA)                                                    | Ардалион Игнатьев (URS)                                                                          |
| 800 метров                  | Том Кортни (USA)                                                | Дерек Джонсон (GBR)                                                        | Эудун Бойсен (NOR)                                                                               |
| 1500 метров                 | Рон Делэйни (IRL)                                               | Клаус Рихценхайн (EUA)                                                     | Джон Лэнди (AUS)                                                                                 |
| 5000 метров                 | Владимир Куц (URS)                                              | Гордон Пири (GBR)                                                          | Дерек Ибботсон (GBR)                                                                             |
| 10000 метров                | Владимир Куц (URS)                                              | Йожеф Ковач (HUN)                                                          | Аллан Лоуренс (AUS)                                                                              |
| Марафон                     | Ален Мимун (FRA)                                                | Франьо Михалич (YUG)                                                       | Вейкко Карвонен (FIN)                                                                            |
| 110 метров с барьерами      | Ли Кэлхаун (USA)                                                | Джек Дэвис (USA)                                                           | Джоэл Шенкл (USA)                                                                                |
| 400 метров с барьерами      | Гленн Дэвис (USA)                                               | Эдди Саутерн (USA)                                                         | Джошуа Калбрит (USA)                                                                             |
| 3000 метров с препятствиями | Кристофер Брэшер (GBR)                                          | Шандор Рожньои (HUN)                                                       | Эрнст Ларсен (NOR)                                                                               |
| Эстафета 4×100 метров       | США · Айра Мерчинсон · Лимон Кинг · Тэйн Бейкер · Бобби Морроу  | СССР · Леонид Бартенев · Борис Токарев · Юрий Коновалов · Владимир Сухарев | Объединённая германская команда · Лотар Кнёрцер · Леонард Поль · Хайнц Фюттерер · Манфред Гермар |
| Эстафета 4×400 метров       | США · Луис Джонс · Джесс Мэшбурн · Чарльз Дженкинс · Том Кортни | Австралия · Леон Грегори · Дэвид Лин · Грэхем Джипсон · Кеван Джоспер      | Великобритания · Джон Сэлисбери · Майкл Уилер · Питер Хиггинс · Дерек Джонсон                    |
| Ходьба на 20 километров     | Леонид Спирин (URS)                                             | Антанас Микенас (URS)                                                      | Бруно Юнк (URS)                                                                                  |
| Ходьба на 50 километров     | Норман Рид (NZL)                                                | Евгений Маскинсков (URS)                                                   | Йон Юнгрен (SWE)                                                                                 |
| Прыжки в высоту             | Чарльз Дюмас (USA)                                              | Чарльз Портер (AUS)                                                        | Игорь Кашкаров (URS)                                                                             |
| Прыжки с шестом             | Роберт Ричардс (USA)                                            | Роберт Гутовски (USA)                                                      | Георгиос Рубанис (GRE)                                                                           |
| Прыжки в длину              | Грегори Белл (USA)                                              | Джон Беннет (USA)                                                          | Йорма Валкама (FIN)                                                                              |
| Тройной прыжок              | Адемар Ферейра да Силва (BRA)                                   | Вильхьяульмюр Эйнарссон (ISL)                                              | Витольд Креер (URS)                                                                              |
| Толкание ядра               | Перри О’Брайен (USA)                                            | Билл Нидер (USA)                                                           | Иржи Скобла (TCH)                                                                                |
| Метание диска               | Эл Ортер (USA)                                                  | Форчун Гордиен (USA)                                                       | Десмонд Коч (USA)                                                                                |
| Метание молота              | Гарольд Коннолли (USA)                                          | Михаил Кривоносов (URS)                                                    | Анатолий Самоцветов (URS)                                                                        |
| Метание копья               | Эгиль Даниельсен (NOR)                                          | Януш Сидло (POL)                                                           | Виктор Цыбуленко (URS)                                                                           |
| Десятиборье                 | Милтон Кэмпбелл (USA)                                           | Рэфер Джонсон (USA)                                                        | Василий Кузнецов (URS)                                                                           |

### Женщины
| Дисциплина            | Золото                                                                   | Серебро                                                                     | Бронза                                                                 |
| 100 метров            | Бетти Катберт (AUS)                                                      | Криста Штубник (EUA)                                                        | Мэрлин Мэтьюc (AUS)                                                    |
| 200 метров            | Бетти Катберт (AUS)                                                      | Криста Штубник (EUA)                                                        | Мэрлин Мэтьюc (AUS)                                                    |
| 80 метров с барьерами | Ширли Стрикленд (AUS)                                                    | Гизела Кёлер (EUA)                                                          | Норма Трауэр (AUS)                                                     |
| Эстафета 4×100 метров | Австралия · Ширли Стрикленд · Норма Крокер · Флёр Меллор · Бетти Катберт | Великобритания · Энни Пэшли · Джин Скривенс · Джун Фоулдс · Хизер Эрмитейдж | США · Мэй Фэггс · Маргарет Мэттьюз · Вильма Рудольф · Изабелла Дэниэлс |
| Прыжки в высоту       | Милдред Макдэниел (USA)                                                  | Тельма Хопкинс (GBR)                                                        | не присуждалась                                                        |
| Прыжки в высоту       | Милдред Макдэниел (USA)                                                  | Мария Писарева (URS)                                                        | не присуждалась                                                        |
| Прыжки в длину        | Эльжбета Кшесиньская (POL)                                               | Уилли Уайт (USA)                                                            | Надежда Хныкина-Двалишвили (URS)                                       |
| Толкание ядра         | Тамара Тышкевич (URS)                                                    | Галина Зыбина (URS)                                                         | Марианне Вернер (EUA)                                                  |
| Метание диска         | Ольга Фикотова (TCH)                                                     | Ирина Беглякова (URS)                                                       | Нина Ромашкова (URS)                                                   |
| Метание копья         | Инесе Яунземе (URS)                                                      | Марлен Аренс (CHI)                                                          | Надежда Коняева (URS)                                                  |

## Парусный спорт
| Дисциплина           | Золото                                                   | Серебро                                                                                  | Бронза                                                          |
| Финн                 | Пауль Эльвстрём (DEN)                                    | Андре Нелис (BEL)                                                                        | Джон Марвин (USA)                                               |
| Шарпи                | Новая Зеландия · Питер Мэндер · Джон Кропп               | Австралия · Джон Скотт · Ролли Таскер                                                    | Великобритания · Джаспер Блэколл · Теренс Смит                  |
| Звёздный             | США · Херберт Вильямс · Лоуренс Лоу                      | Италия · Агостино Страулино · Николо Роде                                                | Багамские Острова · Дарвард Ноулз · Слоан Фаррингтон            |
| Дракон               | Швеция · Лейф Викстрём · Фольке Булин · Бенгт Пальмквист | Дания · Оле Бентсен · Сирил Андресен · Кристиан фон Бюлов                                | Великобритания · Грахам Манн · Рональд Бэкас · Джонатан Джансон |
| 5,5-метровый R-класс | Швеция · Яльмар Карлссон · Стуре Сторк · Ларс Терн       | Великобритания · Роберт Перри · Нейл Кеннеди-Кохрэн-Патрик · Джон Диллон · Дэйвид Баукер | Австралия · Дуглас Бакстон · Деверо Миттон · Александер Старрок |

## Плавание

### Мужчины
| Дисциплина                      | Золото                                                                  | Серебро                                                      | Бронза                                                                          |
| 100 м вольным стилем            | Джон Хенрикс (AUS)                                                      | Джон Девитт (AUS)                                            | Гари Чэпмэн (AUS)                                                               |
| 400 м вольным стилем            | Маррей Роуз (AUS)                                                       | Цуёси Яманака (JPN)                                          | Джордж Брин (USA)                                                               |
| 1500 м вольным стилем           | Маррей Роуз (AUS)                                                       | Цуёси Яманака (JPN)                                          | Джордж Брин (USA)                                                               |
| 100 м на спине                  | Дэвид Тейл (AUS)                                                        | Джон Монктон (AUS)                                           | Франк Маккинни (USA)                                                            |
| 200 м брассом                   | Масару Фурукава (JPN)                                                   | Масахиро Ёсимура (JPN)                                       | Харис Юничев (URS)                                                              |
| 200 м баттерфляем               | Вильям Йорзик (USA)                                                     | Такаси Исимото (JPN)                                         | Дьёрдь Тумпек (HUN)                                                             |
| Эстафета 4×200 м вольным стилем | Австралия · Джон Девитт · Джон Хенрикс · Кевин О'Халлоран · Маррей Роуз | США · Ричард Ханли · Джордж Брин · Вильям Вулси · Форд Конно | СССР · Виталий Сорокин · Владимир Стружанов · Геннадий Николаев · Борис Никитин |

### Женщины
| Дисциплина                      | Золото                                                             | Серебро                                                          | Бронза                                                                  |
| 100 м вольным стилем            | Дон Фрейзер (AUS)                                                  | Лоррэйн Крэпп (AUS)                                              | Фейт Лич (AUS)                                                          |
| 400 м вольным стилем            | Лоррэйн Крэпп (AUS)                                                | Дон Фрейзер (AUS)                                                | Сильвия Рууска (USA)                                                    |
| 100 м на спине                  | Джуди Гринхэм (GBR)                                                | Карин Коун (USA)                                                 | Маргарет Эдвардс (GBR)                                                  |
| 200 м брассом                   | Урсула Хаппе (EUA)                                                 | Ева Секей (HUN)                                                  | Эва-Мария тен Эльзен (EUA)                                              |
| 100 м баттерфляем               | Шелли Манн (USA)                                                   | Нэнси Рэми (USA)                                                 | Мэри Сиэрс (USA)                                                        |
| Эстафета 4×100 м вольным стилем | Австралия · Лоррэйн Крэпп · Дон Фрейзер · Фейт Лич · Сандра Морган | США · Сильвия Рууска · Шелли Манн · Нэнси Симонс · Джоан Розацца | ЮАС · Натали Майбёрг · Сьюзан Робертс · Мойра Эбернети · Жанетт Майбёрг |

## Прыжки в воду

### Мужчины
| Дисциплина   | Золото                 | Серебро              | Бронза               |
| Трамплин 3 м | Роберт Клотворси (USA) | Дональд Харпер (USA) | Хоакин Капилья (MEX) |
| Вышка        | Хоакин Капилья (MEX)   | Гари Тобиан (USA)    | Ричард Коннор (USA)  |

### Женщины
| Дисциплина   | Золото              | Серебро                  | Бронза                       |
| Трамплин 3 м | Пэт Маккормик (USA) | Джинни Станьо (USA)      | Ирен Макдональд (CAN)        |
| Вышка        | Пэт Маккормик (USA) | Юнона Стовер-Ирвин (USA) | Паула Джин Майерс-Поуп (USA) |

## Современное пятиборье
| Дисциплина           | Золото | Серебро | Бронза |
| Личное первенство    |        |         |        |
| Командное первенство |        |         |        |

## Спортивная гимнастика

### Мужчины
| Дисциплина           | Золото                                                                                                | Серебро                                                                                               | Бронза |
| Командное первенство | СССР · Виктор Чукарин · Валентин Муратов · Борис Шахлин · Альберт Азарян · Юрий Титов · Павел Столбов | Япония · Такаси Оно · Масао Такэмото · Масами Кубота · Нобуюки Аихара · Синсаку Цукаваки · Акира Коно | Финляндия · Раймо Хейнонен · Онни Лаппалайнен · Эркки Леймувирта · Берндт Линдфорс · Мартти Мансикка · Калеви Суониеми |
| Многоборье           | Виктор Чукарин (URS)                                                                                  | Такаси Оно (JPN)                                                                                      | Юрий Титов (URS) |
| Вольные упражнения   | Валентин Муратов (URS)                                                                                | Нобуюки Аихара (JPN)                                                                                  | не присуждалась |
| Вольные упражнения   | Валентин Муратов (URS)                                                                                | Виллиам Торессон (SWE)                                                                                | не присуждалась |
| Вольные упражнения   | Валентин Муратов (URS)                                                                                | Виктор Чукарин (URS)                                                                                  | не присуждалась |
| Конь                 | Борис Шахлин (URS)                                                                                    | Такаси Оно (JPN)                                                                                      | Виктор Чукарин (URS)                                                                                                   |
| Кольца               | Альберт Азарян (URS)                                                                                  | Валентин Муратов (URS)                                                                                | Масао Такэмото (JPN)                                                                                                   |
| Кольца               | Альберт Азарян (URS)                                                                                  | Валентин Муратов (URS)                                                                                | Масами Кубота (JPN) |
| Опорный прыжок       | Хельмут Банц (EUA)                                                                                    | не присуждалась                                                                                       | Юрий Титов (URS) |
| Опорный прыжок       | Валентин Муратов (URS)                                                                                | не присуждалась                                                                                       | Юрий Титов (URS) |
| Брусья               | Виктор Чукарин (URS)                                                                                  | Масами Кубота (JPN)                                                                                   | Такаси Оно (JPN) |
| Брусья               | Виктор Чукарин (URS)                                                                                  | Масами Кубота (JPN)                                                                                   | Масао Такэмото (JPN)                                                                                                   |
| Перекладина          | Такаси Оно (JPN)                                                                                      | Юрий Титов (URS)                                                                                      | Масао Такэмото (JPN)                                                                                                   |

### Женщины
| Дисциплина                       | Золото | Серебро                                                                                                   | Бронза |
| Командное первенство             | СССР · Тамара Манина · Лариса Латынина · София Муратова · Лидия Иванова · Полина Астахова · Людмила Егорова | Венгрия · Андреа Бодо · Агнеш Келети · Ализ Кертес · Эржебет Кётелеш · Маргит Коронди · Ольга Ташш        | Румыния · Элена Леуштяну · Джорджета Хурмузаки · Сония Иован · Эмилия Вэтэшою · Элена Мэргэрит · Элена Сэкэлич |
| Командные упражнения с предметом | Венгрия · Андреа Бодо · Агнеш Келети · Ализ Кертес · Эржебет Кётелеш · Маргит Коронди · Ольга Ташш          | Швеция · Карин Линдберг · Анн-Софи Петтерссон · Ева Рёнстрём · Эви Берггрен · Дорис Гедберг · Мауд Карлен | СССР · Тамара Манина · Лариса Латынина · София Муратова · Лидия Иванова · Полина Астахова · Людмила Егорова    |
| Командные упражнения с предметом | Венгрия · Андреа Бодо · Агнеш Келети · Ализ Кертес · Эржебет Кётелеш · Маргит Коронди · Ольга Ташш          | Швеция · Карин Линдберг · Анн-Софи Петтерссон · Ева Рёнстрём · Эви Берггрен · Дорис Гедберг · Мауд Карлен | Польша · Дорота Йокель · Наталия Кот · Данута Новак · Хелена Ракочи · Барбара Слизовская · Лидия Щербиньская   |
| Многоборье                       | Лариса Латынина (URS)                                                                                       | Агнеш Келети (HUN)                                                                                        | София Муратова (URS)                                                                                           |
| Опорный прыжок                   | Лариса Латынина (URS)                                                                                       | Тамара Манина (URS)                                                                                       | Ольга Ташш (HUN)                                                                                               |
| Опорный прыжок                   | Лариса Латынина (URS)                                                                                       | Тамара Манина (URS)                                                                                       | Анн-Софи Петтерссон (SWE)                                                                                      |
| Брусья                           | Агнеш Келети (HUN)                                                                                          | Лариса Латынина (URS)                                                                                     | София Муратова (URS)                                                                                           |
| Бревно                           | Агнеш Келети (HUN)                                                                                          | Эва Босакова (TCH)                                                                                        | не присуждалась                                                                                                |
| Бревно                           | Агнеш Келети (HUN)                                                                                          | Тамара Манина (URS)                                                                                       | не присуждалась                                                                                                |
| Вольные упражнения               | Агнеш Келети (HUN)                                                                                          | не присуждалась                                                                                           | Элена Леуштяну (ROU)                                                                                           |
| Вольные упражнения               | Лариса Латынина (URS)                                                                                       | не присуждалась                                                                                           | Элена Леуштяну (ROU)                                                                                           |

## Стрельба
| Дисциплина                                   | Золото                  | Серебро                  | Бронза                   |
| Скорострельный пистолет, 25 м                | Штефан Петреску (ROU)   | Евгений Черкасов (URS)   | Георге Ликиардопол (ROU) |
| Произвольный пистолет, 50 м                  | Пентти Линносвуо (FIN)  | Махмуд Умаров (URS)      | Оффат Пинион (USA)       |
| Малокалиберная винтовка лёжа, 50 м           | Жеральд Уэллетт (CAN)   | Василий Борисов (URS)    | Стюарт Боа (CAN)         |
| Малокалиберная винтовка с трёх позиций, 50 м | Анатолий Богданов (URS) | Отакар Горшинек (TCH)    | Йон Сундберг (SWE)       |
| Произвольная винтовка, 300 м                 | Василий Борисов (URS)   | Аллан Эрдман (URS)       | Вильхо Юлёнен (FIN)      |
| Стрельба по движущейся мишени, 100 м         | Виталий Романенко (URS) | Олоф Скёльдберг (SWE)    | Владимир Севрюгин (URS)  |
| Трап                                         | Гальяно Россини (ITA)   | Адам Смельчиньский (POL) | Алессандро Чичери (ITA)  |

## Тяжёлая атлетика
| Дисциплина  | Золото                   | Серебро                 | Бронза                  |
| До 56 кг    | Чарльз Винчи (USA)       | Владимир Стогов (URS)   | Махмуд Намджу (IRI)     |
| До 60 кг    | Айзек Бергер (USA)       | Евгений Минаев (URS)    | Мариан Зелиньский (POL) |
| До 67,5 кг  | Игорь Рыбак (URS)        | Равиль Хабутдинов (URS) | Ким Чхан Хи (KOR)       |
| До 75 кг    | Фёдор Богдановский (URS) | Питер Джордж (USA)      | Эрманно Пиньятти (ITA)  |
| До 82,5 кг  | Тамио Коно (USA)         | Василий Степанов (URS)  | Джеймс Джордж (USA)     |
| До 90 кг    | Аркадий Воробьёв (URS)   | Дэвид Шеппард (USA)     | Жан Дебюф (FRA)}        |
| Свыше 90 кг | Пол Андерсон (USA)       | Умберто Сельветти (ARG) | Альберто Пигаяни (ITA)  |

## Фехтование

### Мужчины
| Дисциплина       | Золото | Серебро | Бронза                                                                                            |
| Рапира           | Кристиан д’Ориола (FRA) | Джанкарло Бергамини (ITA)                                                                                         | Антонио Спаллино (ITA)                                                                            |
| Шпага            | Карло Павези (ITA) | Джузеппе Дельфино (ITA)                                                                                           | Эдоардо Манджаротти (ITA)                                                                         |
| Сабля            | Рудольф Карпати (HUN) | Ежи Павловский (POL)                                                                                              | Лев Кузнецов (URS)                                                                                |
| Командная рапира | Италия · Витторио Лукарелли · Луиджи Карпанеда · Манлио Ди Роза · Джанкарло Бергамини · Антонио Спаллино · Эдоардо Манджаротти | Франция · Клод Неттер · Бернар Боду · Жак Латаст · Роже Клоссе · Кристиан д’Ориола · Рене Куако                   | Венгрия · Йожеф Дьюрица · Йожеф Мароши · Лайош Сомоди · Эндре Тилли · Михай Фюлёп · Йожеф Шакович |
| Командная шпага  | Италия · Джузеппе Дельфино · Франко Бертинетти · Альберто Пеллегрино · Джорджо Англезио · Карло Павези · Эдоардо Манджаротти   | Венгрия · Лайош Бальтазар · Барнабаш Берженьи · Йожеф Мароши · Амбруш Надь · Бела Реррих · Йожеф Шакович          | Франция · Арман Муйяль · Клод Нигон · Даниэль Дагалье · Ив Дрейфус · Рене Керу                    |
| Командная сабля  | Венгрия · Рудольф Карпати · Аттила Керестеш · Пал Ковач · Йенё Хамори                                                          | Польша · Мариан Кушевский · Ежи Павловский · Зигмунт Павлас · Анджей Пионтковский · Войцех Заблоцкий · Рышард Зуб | СССР · Яков Рыльский · Давид Тышлер · Лев Кузнецов · Евгений Череповский · Леонид Богданов        |

### Женщины
| Дисциплина | Золото             | Серебро                | Бронза            |
| Рапира     | Джиллиан Шин (GBR) | Ольга Сабо-Орбан (ROU) | Рене Гариль (FRA) |

## Футбол
| Дисциплина | Золото | Серебро | Бронза |
| Мужчины    | СССР Лев Яшин · Николай Тищенко · Михаил Огоньков · Алексей Парамонов · Анатолий Башашкин · Игорь Нетто · Борис Татушин · Анатолий Исаев · Эдуард Стрельцов · Валентин Иванов · Владимир Рыжкин · Борис Кузнецов · Йожеф Беца · Сергей Сальников · Борис Разинский · Анатолий Маслёнкин · Анатолий Ильин · Никита Симонян · Юрий Беляев · Анатолий Порхунов | Югославия Благоя Видинич · Петар Раденкович · Сава Антич · Ибрахим Биоградлич · Младен Кошчак · Доброслав Крстич · Лука Липошинович · Мухамед Муич · Златко Папец · Никола Радович · Иван Шантек · Драгослав Шекуларац · Любомир Спаич · Тодор Веселинович | Болгария Стефан Божков · Тодор Диев · Георги Димитров · Мильчо Горанов · Иван Колев · Никола Ковачев · Манол Манолов · Димитр Миланов · Георги Найденов · Панайот Панайотов · Кирилл Ракаров · Гаврил Стоянов · Крум Янев · Йордан Йосифов · Илия Кирчев |

## Хоккей на траве
| Дисциплина | Золото | Серебро  | Бронза                          |
| Мужчины    | Индия  | Пакистан | Объединённая германская команда |